# Panini (szendvics)

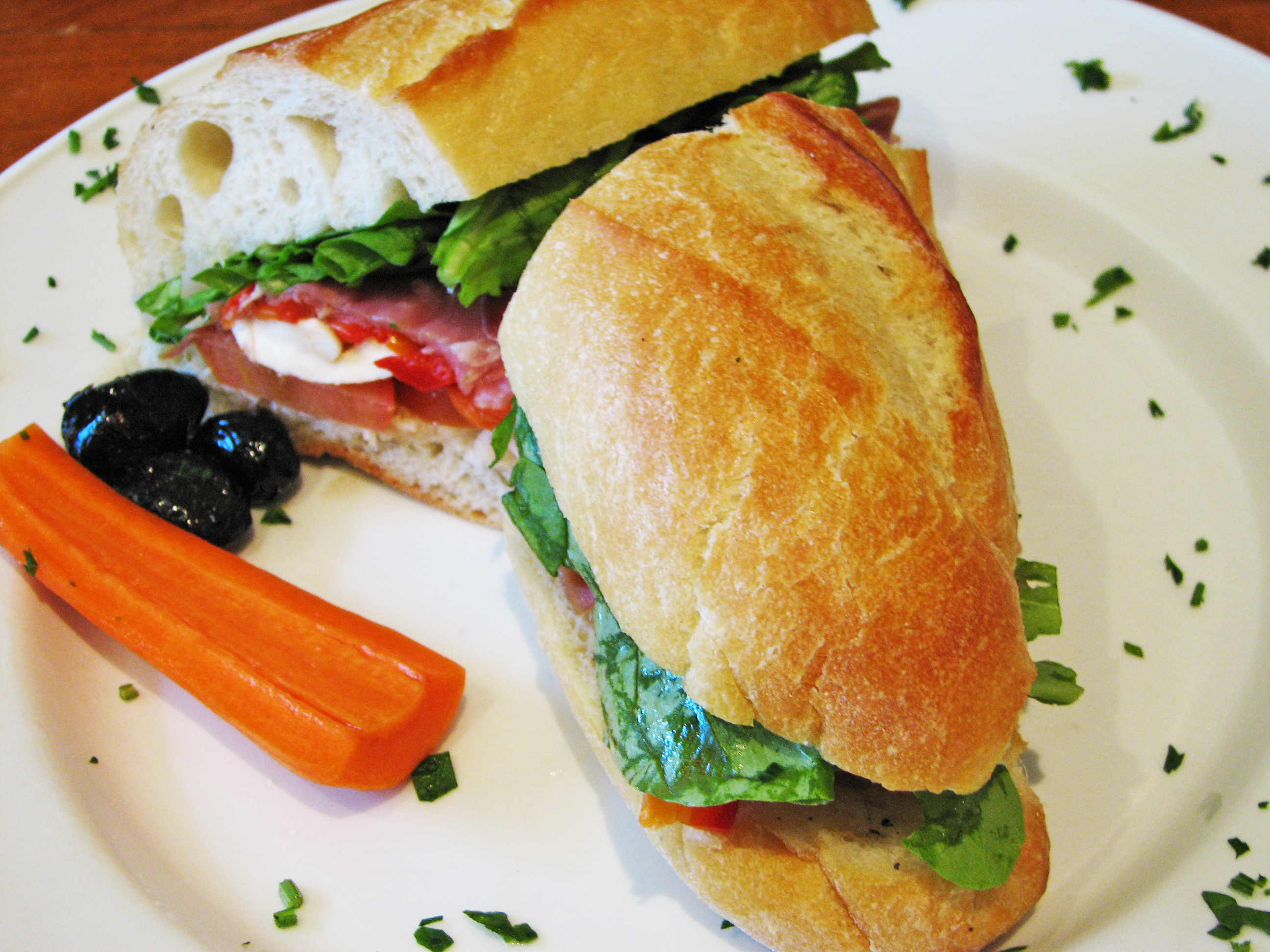
Panino terracina egy torontói étterem specialitása. Hozzávalók: sonka, rukkolasaláta és Bocconcini sajt. Grillezetlen állapotban.

A panini eredetileg olasz szendvicsféleség, de ma már több országban elterjedt. Olaszországban a panino szendvicset általában zsemléből vagy kis cipóból készítik (ezek olasz megfelelői a ciabatta vagy a rosetta). A kenyeret félbevágják, majd szalámit, sonkát, sajtot és mortadella vagy más felvágottat tesznek közé. Miután levették a grillrácsokról, általában melegen tálalják. A pirított panino szendvicset, amit az olaszok a köznyelvben pirítósnak neveznek, szendvicssütőben melegített két szelet kenyérből áll, amit rendszerint sonkával (proschiutto) és pár darab sajttal töltenek. Közép-Olaszországban a panino szendvicsnek van egy népszerű változata, melybe egy sertéssült szeletet (porchetta) tesznek. Magában tálalják, szószok és öntetek nélkül. Sokan azt hiszik, hogy ezek a pirítósok megfelelői, csak az alakjuk más.

## Terminológia
A panino olasz szó, magyarul péksüteményt jelent. Többes száma a panini. A pane (kenyér) szó kicsinyítő képzős alakja. Olaszországon kívül a panini szót egyes számban használják (hasonlóképp a szalámi szóhoz, ami az olasz nyelvben szintén többes számú főnevet jelöl). Az olasz nyelvben a panino pontosan a zsemlére, a panino imbottito (szó szerint töltött panino) a szendvicsre, a panonoteca kifejezés pedig a szendvicsbárra utal.
Általánosságban elmondható, hogy a panino szót a szendvicsre értik.

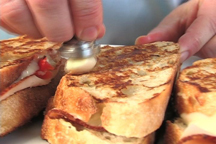
Sok olasz panini szendvicset fokhagymával ízesítenek.

## Története
Bár a panini megjelenése az Egyesült Államokban az 1956-os évre vezethető vissza és nevét már beírta a XVI. századi szakácskönyvekbe is, a szendvicsek csak az 1970-80-as években váltak kedveltté a paninoteche becenevet viselő szendvicsbárokban. Elsősorban a New York-i, divatos amerikai éttermek kezdték a panini szendvicset menü kínálataikban feltüntetni, melyek népszerűsége később más amerikai városokba is eljutott és minden egyes étterem különböző panini variációkat készített.
Az 1980-as években a paninaro elnevezés (ami egy szleng szó, a paninikészítőket és -árusokat nevezték így) a panini támogatóira is kiterjedt. Így nevezték el azt a fiatalos stílust is, amely tipikusan tinédzserekre volt jellemző, akik a Milan's Al Panino-féle éttermekben találkoztak. Később Olaszországban is megnyíltak az első amerikai stílusú éttermek. A Paninari féle egyéneket hiú divatdiktátorokként emlegették, akik a korai 80-as években olyan státuszszimbólumokban gyönyörködtek, mint pl. a Timberland cipők, Moncler kiegészítők, Ray-Ban napszemüvegek, Armani, Coveri vagy Controvento divattermékek. Emiatt parodizálta őket Enzo Braschi az Italia 1 csatorna Drive-in című kabaréműsorában. Egy Paninaro című szám a Pet Shop Boys Disco and Alternative című albumán is megjelent.

## Fordítás
- Ez a szócikk részben vagy egészben  a   Panini (sandwich) című angol Wikipédia-szócikk fordításán alapul.  Az eredeti cikk szerkesztőit annak laptörténete sorolja fel. Ez a jelzés csupán a megfogalmazás eredetét és a szerzői jogokat jelzi, nem szolgál a cikkben szereplő információk forrásmegjelöléseként.